# Гаро Пайлан
Гаро Пайлан (на турски: Garo Paylan; на арменски: Կարօ Փայլան) е турски политик от арменски произход. Депутат във Великото национално събрание на Турция от Демократичната партия на народите.

## Биография
Гаро Пайлан е роден през 1972 г. в Истанбул, в арменско семейство с произход от Малатия. Завършва Истанбулския университет. По-късно става директор на различни арменски училища в Истанбул, изготвя проект който насърчава многоезичното образование.

### Политическа кариера
През 2011 г. става член на Партията на мира и демокрацията и участва активно по време на изборите. След това той представлява интересите на арменците в рамките на партията.
През 2012 г. става един от основателите на Демократичната партия на народите, в началото е част от нейния централен комитет.
На парламентарните избори проведени на 7 юни 2015 г. е избран за депутат във Великото народно събрание, като представител на 3–ти избирателен район в Истанбул.